# Klimiata
Klimiata - Климята (rus) - és un poble al krai de Perm, a Rússia, que en el cens del 2010 tenia 22 habitants.